# Entrecôte Bercy
L'entrecôte Bercy est une spécialité parisienne et, plus particulièrement, comme son nom l'indique, du quartier de Bercy. C'est une entrecôte (à l'origine de viande chevaline) grillée avec du persil et du cresson, accompagnée d'une sauce à base de vin blanc, d'échalotes et de jus de citron.
Elle était traditionnellement servie aux négociants en vins, à l'époque où les entrepôts de Bercy étaient, en importance, le deuxième lieu d'arrivage des vins consommés à Paris (l'autre lieu d'arrivage, plus important encore, était la halle aux vins de Paris).